# Don Giovanni (film, 1916)
Pour les articles homonymes, voir Don Juan (homonymie).
Pour plus de détails, voir Fiche technique et Distribution.

Don Giovanni est un film muet italien réalisé par Edoardo Bencivenga (it), sorti en 1916.

## Fiche technique
- Titre : Don Giovanni
- Réalisation : Edoardo Bencivenga
- Société de production : Caesar Film (it)
- Pays de production :  Royaume d'Italie
- Langue : italien
- Métrage : 1 463 mètres
- Format : Noir et blanc – 1,33:1 – 35 mm – Muet
- Genre : Film dramatique
- Durée : 49 minutes
- Année : 1916

## Distribution
- Mario Bonnard
- Lea Giunchi
- Alfredo De Antoni (it)
- Camillo De Riso
- Matilde Guillaume